# فوما (نرم‌افزار)
فوما یک جعبه ابزار متن‌باز و رایگان برای حالات متناهی است که بدست مانس هولدن ساخته و نگهداری می‌شود. این جعبه ابزار شامل یک کامپایلر ، زبان برنامه‌نویسی و کتابخانه C برای ساخت اتوماتاها و مبدل‌های حالت متناهی (FST) برای کاربردهای گوناگون، مانند کاربردهای پردازش زبان طبیعی مانند تحلیل مورفولوژیکی، می‌باشد.
فوما می‌تواند جایگزین ابزار اختصاصی زیراکس برای کامپایل و اجرای FSTهای نوشته شده با فرمالیسم‌های lexc و xfst شود. بازدهی آن برای بیشتر واژه‌نامه‌ها با ابزارهای زیراکس قابل مقایسه است، اگرچه فوما می‌تواند برای واژه‌نامه‌های بسیار بزرگ (مانند >100000 کلمه) 3 یا 4 برابر کندتر باشد.  فوما همچنین یکی از بک‌اندهای احتمالی ابزار رایگان و متن‌باز هلسینکی برای حالت متن‌باز است (که در آن بک‌اندهای دیگر از فرمالیسم‌های بیشتر پشتیبانی می‌کنند).
چندین ریخت‌شناسی FOSS وجود دارد که با lexc/xfst نوشته شده‌اند و با foma سازگارند، برای نمونه برای زبان‌های سامی ، کورنیش ، فاروئی ، فنلاندی ، کومی ، ماری ، اودمورت ، بوریات ، زبان گرینلندی و زبان‌های اینوپیاکی . 

## همچنین ببینید
- HFST - جعبه ابزار حالات متناهی هلسینکی
- SFST - جعبه ابزار حالات متناهی اشتوتگارت (یک بک‌اند HFST)
- OpenFST (یک HFST backend که از FST های وزنی پشتیبانی می‌کند)
- جعبه ابزار lt
- XFST - جعبه ابزار حالات متناهی زیراکس

## بنمایه‌ها
- Hulden, Mans (2009), "Foma: a finite-state compiler and library" (PDF), Proceedings of the 12th Conference of the European Chapter of the Association for Computational Linguistics: Demonstrations Session, Association for Computational Linguistics, pp. 29–32

## پیوندهای بیرونی
- https://fomafst.github.io/ - صفحه اصلی
- http://wiki.apertium.org/wiki/Foma - اطلاعات مربوط به فوما در ویکی آپرتیوم
- http://www.ling.helsinki.fi/kieliteknologia/tutkimus/hfst/ بایگانی‌شده  در ۲۰۱۴-۰۱-۰۷ توسط Wayback Machine   - صفحه اصلی HFST